# Saragoça (província)
A Província de Saragoça (espanhol Zaragoza [θaɾaˡgoθa]; catalão Saragossa [səɾəˡgosə]; occitano Saragossa [saɾaˡgosɔ]) é uma província espanhola localizada ao norte da Espanha, ao centro da comunidade autônoma de Aragão. Faz limite com as províncias de Navarra, La Rioja, Sória, Guadalajara, Teruel, Tarragona, Lérida e Huesca.
A cidade de Saragoça ao mesmo tempo que é capital da província homônima, é igualmente capital da comunidade autônoma de Aragão.
Em 2003 a província possuía 880.118 de habitantes, sendo que 626.081 destes vivendo na capital. A densidade populacional, também em 2003, era de 50,95 habitantes/km².